# Bondokuy
Bondokuy (auch Bondoukui) ist sowohl eine Gemeinde (französisch commune rurale) als auch ein dasselbe Gebiet umfassendes Departement im westafrikanischen Staat Burkina Faso, in der Region Boucle du Mouhoun und der Provinz Mouhoun. Die Gemeinde hat in 29 Dörfern 50.527 Einwohner, in der Mehrzahl Bwaba und Fulbe.

## Söhne und Töchter
- Ibrahim Traoré (* 1988), burkinischer Militäroffizier, Interimsstaatschef von Burkina Faso